# 쓰다 유키오
쓰다 유키오(일본어: 津田 幸男, 1917년 8월 15일 ~ 1979년 4월 17일)는 일본의 전 축구 선수이다.

## 국가대표팀 경력
그는 1940년 6월16일 필리핀과의 경기에서 일본 국가대표팀에 데뷔했다. 1951년 아시안 게임에도 출전, 동메달 획득에 기여했다. 그는 1951년까지 국제 A매치 통산 4경기에 출전했다.

## 통계
| 일본 | 일본 | 일본 |
| 연도 | 출전 | 득점 |
| ---- | ---- | ---- |
| 1940 | 1    | 0    |
| 1941 | 0    | 0    |
| 1942 | 0    | 0    |
| 1943 | 0    | 0    |
| 1944 | 0    | 0    |
| 1945 | 0    | 0    |
| 1946 | 0    | 0    |
| 1947 | 0    | 0    |
| 1948 | 0    | 0    |
| 1949 | 0    | 0    |
| 1950 | 0    | 0    |
| 1951 | 3    | 0    |
| 통산 | 4    | 0    |